# ماري ويمر
ماري ويمر (بالإنجليزية: Marie Wimer)‏ كانت لاعبة كرة مضرب أمريكية في بداية القرن العشرين. هي إحدى بطلات الجراند سلام فازت ببطولة أمريكا الوطني للزوجي مع كاري نيلي.

## النهائيات

### الزوجي

#### اللقب (1)
| التاريخ | البطولة                                            | الشريك    | المنافس                 | النتيجة       |
| 1907    | بطولة أمريكا المفتوحة للتنس فيلادلفيا (بنسيلفانيا) | كاري نيلي | إدنا ويلدي ناتالي ويدلي | 6–1, 2–6, 6–4 |

#### الوصافة (2)
| التاريخ | البطولة                                            | المنافس                         | الشريك       | النتيجة            |
| 1898    | بطولة أمريكا المفتوحة للتنس فيلادلفيا (بنسيلفانيا) | جولييت أتكينسون كاثلين أتكينسون | كاري نيلي    | 6–1, 2–6, 4–6, 6–1 |
| 1900    | بطولة أمريكا المفتوحة للتنس فيلادلفيا (بنسيلفانيا) | إديث باركر هالي تشامبلن         | ميرتل مكاتير | 9–7, 6–2, 6–2      |